# 초리판
초리판(스페인어: choripán)은 아르헨티나의 소시지 샌드위치이다. 그릴에 구운 초리소를 판 펠리페(펠리페빵)에 끼워 만들며, 치미추리 등의 소스를 얹어 먹는다. 우루과이, 칠레, 브라질 등 이웃 나라에서도 즐겨 먹는 음식이다.

## 이름
소시지 이름인 "초리소(chorizo)"와 "빵"을 뜻하는 "판(pan)"을 합친 혼성어이다.

## 사진

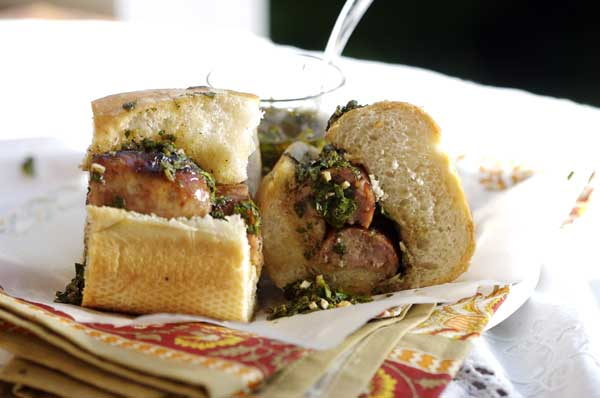
초리판 단면
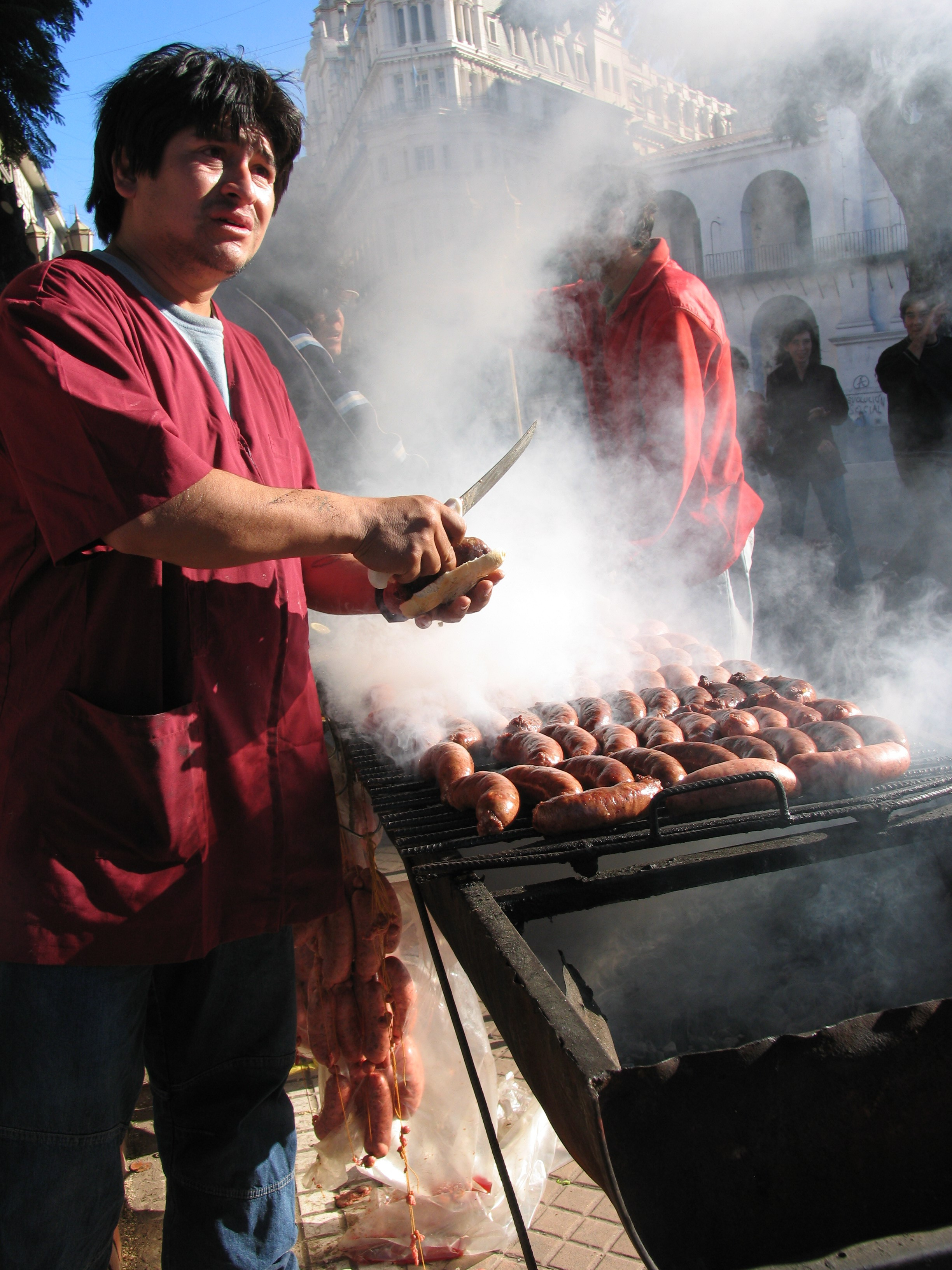
초리판 가판대

## 같이 보기
- 모르시판
- 핫도그